# Wolfgang Tonne
Wolfgang Tonne (28 de fevereiro de 1918 - 20 de abril de 1943) foi um oficial alemão que serviu durante a Segunda Guerra Mundial. Foi condecorado com a Cruz de Cavaleiro da Cruz de Ferro.

## Carreira

### Patentes
Hauptmann

### Condecorações
| Cruz de Ferro 2ª Classe                     |
| Cruz de Ferro 1ª Classe                     |
| Folhas de Carvalho (24 de setembro de 1942) |